# Andrew L. Stone
Andrew L. Stone (* 16. Juli 1902 in Oakland, Kalifornien; † 9. Juni 1999 in Los Angeles, Kalifornien) war ein US-amerikanischer Filmregisseur.

## Leben und Wirken
Andrew L. Stones Karriere beim Film begann mit Tätigkeiten im Labor und in der Requisite. Nach einem ersten Regieauftrag im Jahr 1927 folgten Jahre der Tätigkeit im Produktionsbereich, ehe er ab 1937 regelmäßig wieder als Regisseur arbeitete. Mehrfach inszenierte Stone Musiker-Biographien, zu seinem Werk zählen aber auch Thriller und Katastrophenfilme wie Höllenfahrt. Stone realisierte die meisten seiner Filme mit einer von ihm gegründeten Produktionsgesellschaft.
Für sein Drehbuch zu Mord in den Wolken war Stone 1957 für den Oscar nominiert.

## Filmografie (Auswahl)
- 1937: The Girl Said No – auch Produktion
- 1939: Dreivierteltakt am Broadway (The Great Victor Herbert) – auch Produktion
- 1941: Zauber der Musik (There’s magic in music) – auch Produktion
- 1943: Der Tänzer auf den Stufen (Stormy Weather)
- 1943: Hi Diddle Diddle
- 1944: Sensationen für Millionen (Sensations of 1945) – auch Produktion
- 1950: Der Panther (Highway 301) – auch Drehbuch
- 1952: Die Stahlfalle (The Steel Trap) – auch Drehbuch
- 1955: Die Nacht ist voller Schrecken (The Night holds Terror) – auch Drehbuch und Produktion
- 1957: Mord in den Wolken (Julie) – auch Drehbuch
- 1958: In brutalen Händen (Cry Terror) – auch Produktion und Drehbuch
- 1958: Mörder an Bord (The Decks ran red) – auch Drehbuch und Produktion
- 1960: Höllenfahrt (The last Voyage) – auch Produktion und Drehbuch
- 1961: Feuersturm – auch Produktion und Drehbuch
- 1965: In den Fängen der schwarzen Spinne (The Secret of my Success) – auch Drehbuch
- 1970 Song of Norway – auch Drehbuch
- 1972: Der große Walzer (The Great Waltz) – auch Drehbuch und Produktion